# Las cabras montesas de Gilena
Las cabras montesas o bandoleras fueron un grupo de jornaleras del Sindicato de Obreros del Campo y de la localidad de Gilena (Sierra Sur de Sevilla) que impulsaron la lucha para conseguir que el derecho de trabajar en el Empleo Comunitario llegara a todas las mujeres andaluzas.

## Contextualización
En 1971 se crea Empleo Comunitario que consistía en fondos por parte del Estado español para ocupar a desempleados agrícolas  y en posesión de Cartillas Agrarias, que posibilitaba trabajar en la realización de obras públicas promovidas por los ayuntamientos, que requerían abundante mano de obra  y cuya distribución debía guardar alguna relación con el número de jornaleros parados en cada pueblo. En la práctica, toda la distribución de fondos quedó en manos de los gobernadores civiles que atendían mejor a los alcaldes afines o al intento de aplacar aquellos pueblos donde existían grupos organizados y apoyo a las movilizaciones y protestas jornaleras.
Por la situación patriarcal y la pobre economía de las familias jornaleras, hacía que las Cartillas Agrarias fueran principalmente para los miembros varones de cada familia (maridos o hijos). Además, las labores y trabajos comunitarios eran exclusivamente destinados a los hombres, por tanto, se le negaba a las mujeres el derecho de obtener el Empleo Comunitario a pesar de cumplir los requisitos legales.
En este contexto un grupo de jornaleras del SOC (Sindicato de Obreros del Campo) de Gilena (María del Carmen, Concepción, Margarita, Dolores, Manuela, Agustina y María Tejada), iniciaron una serie de acciones para que este derecho llegara a las mujeres, y tras 15 días de lucha consiguieron que el Empleo Comunitario llegara a todas las jornaleras andaluzas.

## Cabras montesas y bandoleras
Por el año 1979 en la localidad de Gilena como en la mayoría de pueblos beneficiarios del Empleo Comunitario, el encargado forestal encargado de distribuir el trabajo en este municipio, se negaba a que las mujeres, pese a tener cartilla, pudieran trabajar en las labores públicas y se las reservaba exclusivamente a los hombres. En esta localidad, a la ladera sur de la Sierra del Becerrero, el empleo comunitario se destinó principalmente a plantar pino carrasco y al mantenimiento de las vías pecuarias. 
Con poco más de 3.200 habitantes y una inmensa mayoría dedicada a las labores agrícolas, en aquellos momentos no existían más de 10 mujeres jornaleras con Cartilla Agraria. Mujeres que asistían a las primeras asambleas del Sindicato de Obreros del Campo y en las que se informaban que tenían el mismo derecho que los hombres de trabajar en las labores que se destinaban para cumplir con el requisito de los jornales. Derecho que el encargado forestal enviado por la Gobernación, llamado José Gallego y conocido como "el tío de los pinos" o "el grajo negro" (por su oscura indumentaria), negaba a las mujeres.
Una de esas mujeres gilenenses se llamaba María del Carmen Gálvez Luna, conocida popularmente como "la Chiquita". Su marido cayó enfermo y tenían que mantener una familia con 6 hijos, con lo que desesperada ante la falta de trabajo acudió al Ayuntamiento de Gilena para pedir trabajo al entonces alcalde de la CUT y del SOC, Juan Antonio Morillas, quien le animó e informó que tenía el mismo derecho que los hombres de trabajar en el Empleo Comunitario.
Así al día siguiente, Mari Carmen la Chiquita cogió una azada y se presentó en la sierra junto al resto de jornaleros con el ánimo de trabajar en las labores de reforestación. El rechazo del encargado fue al instante, tratándola de humillar al decirle si no le daba vergüenza estar trabajando allí rodeada de hombres; y a lo que ella contestó negativamente, que trabajar para dar de comer a sus 6 hijos no era ninguna vergüenza. Tras un primer encuentro tenso pero que no pasó de las palabras, Mari Carmen la Chiquita continuó trabajando y terminó el día, con el apoyo de otros hombres compañeros del SOC que se encontraban en la misma cuadrilla, entre ellos su hermano José "Ovillito". La jornada terminó, pero la peonada de María del Carmen no fue reconocida, ya que el encargado forestal no apuntó su día de trabajo. 
Justo al día siguiente, la Cámara Agraria, entidad que gestionaba el Empleo Comunitario trató de llegar a un acuerdo personal con la jornalera, con la intención de que la reivindicación no fuera a más. Directamente le propusieron a María del Carmen, el pago y reconocimiento de las peonadas sin ir a los tajos donde laboraban los hombres y ofreciéndole que permaneciera en sus labores domésticas; a lo que la jornalera se negó y contestó con que quería ganarse su jornal con su trabajo dignamente.
Pasaron los días, y otras jornaleras se fueron uniendo a la reivindicación llegando a superar la docena mujeres que cada día, con sus herramientas se presentaban y trabajaban a la par (o más) que los hombres, sin que ninguna peonada fuera reconocida ni pagada. Fueron despreciadas y expulsadas por el encargado forestal, pero ellas volvían cada día dispuestas a dar su jornada de trabajo sin ni siquiera importarle los insultos que recibían por parte de algunas personas que no aceptaban su reivindicación, tratando de menospreciar su lucha por la igualdad, llamándolas cabras montesas cuando trabajaban en la sierra y bandoleras cuando iban a los caminos y vías pecuarias.
A la vez que pasaban los días, aumentaba la tensión, el número de mujeres y apoyos de otros compañeros del SOC, realizando otras acciones como encierros en el Ayuntamiento de Gilena, etc. hasta que después de más de 15 días de reivindicaciones, consiguieron que se aceptara a todas las mujeres y se les diera por válidas las peonadas y sus beneficios del Empleo Comunitario, extendiéndose esta victoria por la igualdad al resto de pueblos andaluces donde se daba la misma situación machista.

## Reconocimientos
- 8 de marzo de 2013, Día Internacional de la Mujer Trabajadora. Reciben un homenaje organizado por Sindicato Andaluz de Trabajadores/as de Gilena al que acuden vecinas, familiares y la actual parlamentaria andaluza de Podemos-Andalucía, María del Carmen García Bueno.[1]

- 15 de marzo de 2016. Después de 37 años de Ayuntamientos democráticos, reciben el primer homenaje institucional, en un acto celebrado en el Salón de Plenos del Ayuntamiento de Gilena, donde reciben el reconocimiento de la mano de la Concejalía de Igualdad y Bienestar Social del Ayuntamiento de Gilena, dentro del marco de actividades por el 8 de Marzo, Día Internacional de la Mujer Trabajadora.
- 23 de septiembre de 2016. Las jornaleras Margarita Lobato y Agustina Rodríguez, junto a Eva Chía, hija de Manuela, participaron en una charla donde compartieron su lucha y experiencia con los alumnos y alumnas de la Escuela Campesina Misión Sur de Gilena, organizada por el Grupo de Estudios Campesinos Juan Díaz del Moral.[2]
- 18 de diciembre de 2016. Margarita Lobato recibe el homenaje en el programa de Canal Sur Televisión "Este es mi Pueblo" y donde a partir del minuto 19:00, explica la lucha de las cabras montesas.[3]
- 29 de septiembre de 2017. El Pleno del Ayuntamiento de Gilena aprueba por unanimidad la propuesta del Equipo de Gobierno (AxG - IU-CUT) de nombrar un parque como 8 de Marzo, donde se hace referencia a la ejemplar lucha de las cabras montesas.